# Halbschnabelhecht
Der Halbschnabelhecht oder Hechtköpfige Halbschnäbler (Dermogenys pusilla) ist ein Fisch aus der Familie Zenarchopteridae, die früher als Unterfamilie bei den Halbschnäblern eingeordnet wurde, nun aber selbst Familienstatus besitzt.
Der Halbschnabelhecht kommt von Thailand bis Singapur im Süß- und Brackwasser vor. Der Kopf dieser Fische ähnelt dem eines Hechtes. Dabei ist der Unterkiefer im Vergleich zum Oberkiefer stark verlängert. Auch die langgestreckten Körper der Fische ähneln dem der Hechte. Die Tiere haben eine hell silbrige Farbe, die je nach Lichteinfall verschiedenfarbig schillert, sowie durchsichtige Flossen. Die Männchen besitzen auffällige rote Flecke in der Rücken- und der Afterflosse. Halbschnabelhechte können bis zu sieben Zentimeter groß werden. Die Männchen bleiben deutlich kleiner.

## Verhalten
Der Halbschnabelhecht kommt in stehenden und langsam fließenden Gewässern Südostasiens vor. Er ist ein typischer Oberflächenfisch, das heißt, er verbringt sein ganzes Leben unmittelbar unter der Wasseroberfläche. Dort ernährt er sich vorwiegend von Fluginsekten, die auf die Wasseroberfläche fallen. Er frisst jedoch auch Mückenlarven und Kleinkrebse. Halbschnabelhechte gehören zu den lebendgebärenden Fischen; sie legen keine Eier, sondern gebären voll entwickelte Jungfische. Die Männchen besitzen ein so genanntes Andropodium, mit dem die Weibchen innerlich befruchtet werden.